# Porto de Gidá

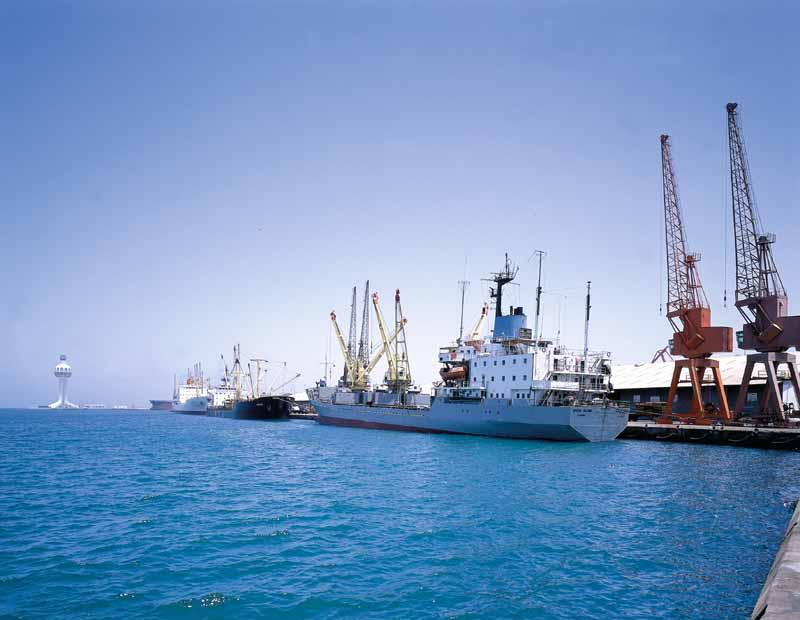
Visão geral do Porto de Gidá ("Jeddah Islamic Port").

O Porto de Gidá (nome oficial: Porto Islâmico de Gidá; em inglês, Jeddah Islamic Port) é um porto marítimo localizado na cidade de Gidá, segunda maior cidade da Arábia Saudita, e um dos cinquenta maiores portos do mundo. É o porto mais importante da Arábia Saudita e um dos cinquenta maiores portos do mundo, ocupando, atualmente, a 31º posição entre os portos mais movimentados do mundo.

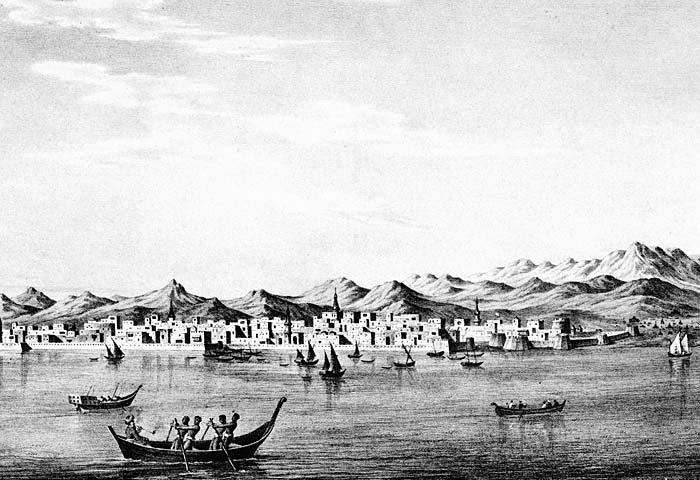
Região do Porto de Gidá em 1924

Usado sobretudo para o transporte de cargas, o Porto Islâmico de Gidá tem origem em porto existente há séculos na costa de Gidá, mais importante cidade da região do Hejaz, na Península Arábica.